# Eruption
Az Eruption brit könnyűzenei együttes, amely 1974 és 1985 között létezett. Kezdetben a Silent Eruption nevet használták. A nyugatnémet Frank Farian támogatásának köszönhetően az eurodisco legismertebb sztárjai közé tartoztak, akárcsak a menedzser másik pártfogoltja, a Boney M. A diszkózene mellett kísérleteztek a reggae-vel és az R&B-vel is. Sikereikben kulcsszerepet játszott énekesnőjük, Precious Wilson, aki 1979-ben szólókarrierbe kezdett. Részben Wilson távozása, részben a diszkózene népszerűségének visszaesése miatt az Eruption az 1980-as évek elejére kiszorult a műfaj élmezőnyéből. 1980-ban, új énekesnőjükkel Budapesten is felléptek. Legismertebb feldolgozásaik: I Can’t Stand the Rain, One Way Ticket, Leave A Light, Runaway.

## A tagok
- Leslie Jackson (1974–1975, ének)
- Precious Wilson (1974–1979, ének)
- Kim Davis (1980, ének)
- Jane Jochen (1980–1985, ének)
- Greg Perrineau (gitár)
- Morgan Perrineau (basszusgitár)
- Gerry Williams (billentyűs hangszerek)
- Eric Kingsley (dob)

## Karriertörténet

### A kezdetek
Az Eruption 1974-ben alakult Londonban. Eleinte a Silent Eruption nevet használták. A tagok szorgalmasan gyakoroltak, majd 1975-ben beneveztek az RCA tehetségkutató versenyére, melyet meg is nyertek. A díj természetesen egy lemezszerződés volt. A felvett dal 1976-ban jelent meg Let Me Take You Back In Time címmel. Az R&B stílusú felvétel nem lett különösebben sikeres, ezért Leslie Jackson megvált a zenekartól. Helyét a jamaicai születésű Precious Wilson vette át, aki addig csak háttérvokálozott. Az Eruption zenészei úgy döntöttek, szerencsét próbálnak az NSZK-ban. Kisebb klubokban léptek fel, így például Frank Farian saarbrückeni diszkójában. Farian akkoriban már óriási sikerrel futtatta a Boney M.-et, és úgy gondolta, érdemes lenne még egy hasonló együttest elindítani a népszerűség felé. Szerződést ajánlott a brit zenekarnak, nevüket pedig Eruptionre rövidítette. Elsőként a Party Party című kislemezüket adta ki. A kiadvány népszerűsítése érdekében az Eruption előzenekarként vett részt a Boney M. nagyszabású turnéján, melyen kollégáik a Love for Sale című új albumukat mutatták be a közönségnek.

### A siker évei
1977-ben került az üzletekbe az Eruption első nagylemeze. A dalok egy része korábbi szerzeményeik újrahangszerelt változatai voltak. A többi felvétel kifejezetten az album számára készült. Ezek egyike volt Ann Peebles I Can’t Stand the Rain című ismert számának feldolgozása, amely igazi világsláger lett, és azóta a diszkóműfaj egyik örökzöldjének számít. (1984-ben Tina Turner is műsorára tűzte a dalt, de népszerűség tekintetében még az ő változata sem vehette fel a versenyt az Eruption átiratával.) Nemcsak Európában került fel a slágerlistákra, hanem az Amerikai Egyesült Államokban is a legnépszerűbb felvételek közé került. Az albumon ugyancsak szereplő The Way We Were a világhírű amerikai film, az Ilyenek voltunk címadó dalának feldolgozása, amelynek eredetijét Barbra Streisand énekelte. Az LP egyéb felvételei közül érdemes kiemelni még a Computer Love és a Be Yourself című szerzeményeket. Az album sikerét az Eruption korábbi kiadója, az RCA is igyekezett meglovagolni: EP formájában újra megjelentették bemutatkozó kislemezüket egy addig kiadatlan harmadik dallal (Love Is A Feeling) kiegészítve, amely Leslie Jackson és Precious Wilson duettje.
1978 végén jelent meg második albumuk, a Leave a Light. Erről elsőként a címadó dalt másolták kislemezre, de a felvétel nem lett kiemelkedően sikeres. Neil Sedaka egyik kevésbé ismert dalának feldolgozása volt a One Way Ticket, amely 1979 elején jelent meg kislemezen. Az amerikai slágerlistára ugyan nem jutott fel, Európában viszont bekerült a Top 10-be, és azóta a műfaj örökzöldjei közé tartozik. Sikereik csúcsán, 1979-ben Precious Wilson bejelentette, hogy kiválik az együttesből, és szólókarrierbe kezd. Első lépésként a Boney M. Oceans of Fantasy című albumán működött közre két dalban (Let It All Be Music; Hold On, I’m Coming), majd sikeres szólólemezei jelentek meg Frank Farian támogatásával.

### A hanyatlás időszaka
Wilson utódját a zenészek Kim Davis személyében találták meg, és vele készítették el a Fight Fight Fight című nagylemezt. Noha az Eruption két legnagyobb slágere feldolgozás volt, a zenészek megtagadták, hogy a harmadik albumra is készítsenek feldolgozást. Az 1980-ban megjelent LP-ről a Go Johnnie Go (Keep On Walking, John B.) című dal vált népszerűvé Európában, Angliát kivéve, ahol pályafutásuk során először nem sikerült felkerülniük a slágerlistára. Az albumot turnéval népszerűsítették, melynek keretében még Budapestre is eljutottak. A folytatást szomorú tragédia árnyékolta be: Kim Davis egy autóbalesetben életét vesztette. A turné leállt, hamar új énekesnőt kellett keresni. Jane Jochen lett Davis utódja, akivel gyorsan fel is vettek egy új kislemezt. Biztosra próbáltak menni, ezért megint feldolgozást készítettek, ezúttal egy Del Shannon-dal alapján, ám a Runaway még az NSZK-ban is csak mérsékelt sikernek bizonyult.
Az együttes kiadója, a Hansa 1981-ben egy válogatáslemezzel próbálta ismét felhívni a figyelmet az Eruptionre. Kiadtak egy kislemezt is a Fight Fight Fight LP-ről, de a You (You Are My Soul) csupán 65. lett a német toplistán. Mivel a Best of-album még csak fel sem jutott a slágerlistára, ezért a Hansa nem újította meg az Eruption szerződését. Az együttes Ralph Siegel (a Dschinghis Khan menedzsere) kiadójához, a Jupiter Recordshoz szerződött. Az új cégnél elsőként egy balladát vettek fel: az In A 1000 Years 1981 végén jelent meg, ám a siker ezúttal is elmaradt. Volt kiadójuk, a Hansa viszont a 3 évvel korábbi, még Precious Wilsonnal felvett Leave a Light albumról másolt ki egy kislemezt (Up and Away), de ez is visszhangtalan maradt. 1982-ben Joy to the World címmel jelent meg egy újabb Eruption-kislemez. Mivel ez a kiadvány is megbukott, egyre nyilvánvalóbbá vált, hogy az Eruption kifulladóban van. 1983-ban két klasszikus Motown-slágert dolgoztak fel (I Can’t Help Myself / It’s the Same Old Song), ismét sikertelenül. A Jupiter a kudarcok ellenére bízott bennük, és ugyanabban az évben kiadta az Our Way című nagylemezüket. Sem az LP, sem az újabb kislemez, a Sophisticated Lady (az albumon nem szerepel) nem keltette fel a közönség érdeklődését. Ezek után a Jupiter is ejtette az Eruptiont. 
1985-ben az együttes Angliában, egy független lemezkiadónál, a Streetwise-nál jelentette meg a 3 számból álló Where Do I Begin? című maxiját. Ez is bukás lett, ami a zenekar feloszlását eredményezte.
Az I Can’t Stand the Rain megjelenésének 10. évfordulójára, 1988-ban egy remix készült a dalból, amelyet főleg a lemezklubokban játszottak gyakran. A csapat megalakulásának 20. évfordulóján, 1994-ben Frank Farian CD-n jelentette meg az Eruption és Precious Wilson legnagyobb slágereit. A 20 dal közül azonban mindössze 7 volt Eruption-sláger, ráadásul az egykori menedzser azokat is újrakeverte. Egy évvel később az Ariola is kiadott egy Eruption-válogatást (I Can’t Stand the Rain), melynek 16 trackje zömmel eredeti felvételekből áll.

## Diszkográfia

### Albumok
| Év   | Cím               | Legmagasabb helyezés | Legmagasabb helyezés | Legmagasabb helyezés |
| Év   | Cím               | [ 2 ]                | [ 3 ]                | [ 4 ]                |
| ---- | ----------------- | -------------------- | -------------------- | -------------------- |
| 1977 | Eruption          | —                    | 25                   | 133                  |
| 1979 | Leave a Light     | 19                   | —                    | —                    |
| 1980 | Fight Fight Fight | 38                   | —                    | —                    |
| 1983 | Our Way           | —                    | —                    | —                    |

### Válogatások
| Év   | Cím                    | Legmagasabb helyezés | Legmagasabb helyezés | Legmagasabb helyezés |
| Év   | Cím                    | NOR                  | SWE                  | USA                  |
| ---- | ---------------------- | -------------------- | -------------------- | -------------------- |
| 1981 | The Best of Eruption   | —                    | —                    | —                    |
| 1994 | Gold - 20 Super Hits   | —                    | —                    | —                    |
| 1995 | I Can’t Stand the Rain | —                    | —                    | —                    |
| 2007 | Greatest Hits          | —                    | —                    | —                    |

### Kislemezek
| Év   | Dal                                            | Legmagasabb helyezés | Legmagasabb helyezés | Legmagasabb helyezés | Legmagasabb helyezés | Legmagasabb helyezés | Legmagasabb helyezés | Legmagasabb helyezés | Legmagasabb helyezés | Legmagasabb helyezés | Legmagasabb helyezés | Album                |
| Év   | Dal                                            | [ 5 ]                | [ 6 ]                | [ 7 ]                | [ 8 ]                | [ 9 ]                | [ 10 ]               | [ 2 ]                | [ 3 ]                | [ 11 ]               | [ 4 ]                | Album                |
| ---- | ---------------------------------------------- | -------------------- | -------------------- | -------------------- | -------------------- | -------------------- | -------------------- | -------------------- | -------------------- | -------------------- | -------------------- | -------------------- |
| 1975 | "Let Me Take You Back in Time"                 | —                    | —                    | —                    | —                    | —                    | —                    | —                    | —                    | —                    | —                    | Nem album dal        |
| 1977 | "Party, Party"                                 | —                    | —                    | 19                   | —                    | —                    | 16                   | —                    | —                    | —                    | —                    | Eruption             |
| 1977 | "I Can’t Stand the Rain"                       | 5                    | 4                    | 1                    | 7                    | 6                    | 4                    | 6                    | 2                    | 8                    | 18                   | Eruption             |
| 1978 | "Love Is a Feelin’"                            | —                    | —                    | —                    | —                    | —                    | —                    | —                    | —                    | —                    | —                    | Nem album dal        |
| 1978 | "Leave a Light"                                | —                    | —                    | —                    | 43                   | —                    | —                    | —                    | —                    | —                    | —                    | Leave a Light        |
| 1979 | "One Way Ticket"                               | 9                    | 1                    | 2                    | 7                    | 13                   | 5                    | —                    | 8                    | 1                    | —                    | Leave a Light        |
| 1980 | "Go Johnnie Go"                                | —                    | 12                   | —                    | 8                    | —                    | —                    | —                    | —                    | 10                   | —                    | Fight Fight Fight    |
| 1980 | "Runaway"                                      | —                    | —                    | —                    | 21                   | —                    | —                    | —                    | —                    | —                    | —                    | The Best of Eruption |
| 1981 | "You (You Are My Soul)"                        | —                    | —                    | —                    | 65                   | —                    | —                    | —                    | —                    | —                    | —                    | Fight Fight Fight    |
| 1981 | "In A 1000 Years"                              | —                    | —                    | —                    | —                    | —                    | —                    | —                    | —                    | —                    | —                    | Our Way              |
| 1982 | "Up and Away"                                  | —                    | —                    | —                    | —                    | —                    | —                    | —                    | —                    | —                    | —                    | Leave a Light        |
| 1982 | "Joy to the World"                             | —                    | —                    | —                    | —                    | —                    | —                    | —                    | —                    | —                    | —                    | Our Way              |
| 1983 | "I Can’t Help Myself / It’s the Same Old Song" | —                    | —                    | —                    | —                    | —                    | —                    | —                    | —                    | —                    | —                    | Our Way              |
| 1983 | "Sophisticated Lady"                           | —                    | —                    | —                    | —                    | —                    | —                    | —                    | —                    | —                    | —                    | Nem album dal        |
| 1985 | "Where Do I Begin"                             | —                    | —                    | —                    | —                    | —                    | —                    | —                    | —                    | —                    | —                    | Nem album dal        |
| 1988 | "I Can’t Stand the Rain ’88"                   | —                    | —                    | —                    | —                    | —                    | —                    | —                    | —                    | —                    | —                    | Nem album dal        |
| 1994 | "One Way Ticket (Remix ’94)"                   | —                    | —                    | —                    | —                    | —                    | —                    | —                    | —                    | —                    | —                    | Gold - 20 Super Hits |